# Benedetta Cappa
Benedetta Cappa, właśc. Benedetta Cappa Marinetti (ur. 14 sierpnia 1897 w Rzymie, zm. 15 maja 1977 w Wenecji) – włoska malarka, poetka, scenografka, przedstawicielka drugiej fazy futuryzmu. Żona Filippo Tommaso Marinettiego. 

## Życiorys
Urodziła się 14. sierpnia 1897 roku w Rzymie. Jej rodzice pochodzili z rejonu Piemontu. Benedetta otrzymała surowe wychowanie.

### Rodzina
Matka Benedetty, Amalia Cappa, była numerolożką, wyznawała wierzenia Waldensów. Jej protestanckie korzenie miały wpływ na wychowanie córki. Ojciec Benedetty, Innocenzo Cappa, był urzędnikiem Ministerstwa Kolei, potem został mianowany oficerem wojskowym. Stosował surowe zasady wychowania swoich dzieci. Zmarł przedwcześnie, hospitalizowany po silnym załamaniu nerwowym, które miało miejsce na froncie. Tragiczna śmierć ojca Benedetty odcisnęła piętno na życiu kobiety i odbiło się echem we wszystkich innych doświadczeniach i jej wizji świata.
Znaczącą rolę w jej zainteresowaniu światem polityki i sztuki miało dwóch jej braci. Alberto był historykiem i pisarzem, Arturo pracował w politycznych gazetach Il Comunista i L'Ordine Nuovo (pol. Nowy porządek). Obaj byli socjalistami i uczestniczyli w spotkaniach i działaniach futurystów. Arturo znał środowisko także dzięki swojej partnerce – awangardowej malarce Růženie Zátkovej.

### Edukacja i praca
Jako dziecko pisała poezję i uczyła się malarstwa oraz gry na pianinie. Uczęszczała do Vittoria Columna w Rzymie, którą ukończyła w 1914 roku. Kontynuowała tam naukę jeszcze dwa lata i otrzymała dyplom nauczycielki szkoły podstawowej.
Podczas I wojny światowej Benedetta pracowała na zajęciach pozaszkolnych dla dzieci w trudnej sytuacji. Uczęszczała na zajęcia na Universita degli studi di Roma, którą ukończyła w 1917 roku. Bardzo prawdopodobne, że Benedetta znała nowy system pedagogiczny Marii Montessori. W 1907 roku Montessori otworzyła Casa dei Bambini (pol. Dom Dzieci), a jej idea skupiała się na edukacji małych dzieci w kierunku doświadczeń zmysłowych, przede wszystkim dotykowych. Benedetta przekonfigurowała koncepcje haptyczności pod kątem ideologii futurystycznej związanej z taktylizmem.
Zachęcona aktywnością braci wokół futurystów oraz ich kontaktami w środowisku, a także z powodu jej przyjaźni z malarką Růženą Zátkovą, Benedetta zainteresowała się sztuką. Po zakończeniu wojny, oficjalnie porzuciła nauczycielską karierę i rozpoczęła naukę w studiu malarza Giacomo Balli, które znajdowało się kilka przecznic od jej rodzinnego domu w Rzymie. Poprzez nauczyciela, który należał do ruchu futurystów, zaczęła aktywnie poznawać awangardowe środowisko artystów, poetów i pisarzy bywających w atelier nazywanym Casa Balla. Jej rodzina znała Filippo Tommaso Marinettiego od 1910 roku, głównie poprzez kontakty braci Cappa, Benedetta poznała go w 1918 roku w Casa Balla. Korespondencja, którą wymieniali od 1918 roku, zdradza charakter ich przyjaźni - początkowo połączyła ich intelektualna ciekawość, listy obojga są formalne w formie i dotyczą idei futuryzmu i dyskusji ich literackich prac. Pobrali się w 1923. Mieli trzy córki: Vittorię (ur. 1927), Alę (ur. 1928) i Lucę (ur. 1932).
Po ślubie para najpierw zamieszkała w Mediolanie, potem przeniosła się do Rzymu, gdzie brali aktywny udział w transformacji futuryzmu po wojnie. Wielu liderów ruchu zginęło podczas wojny, a małżeństwo Benedetty i życie rodzinne miało widoczny wpływ na formułowanie nowych idei awangardowych. Benedetta mogła mieć kluczowy wpływ na literacką i artystyczną przemianę drugiej fazy futuryzmu, która trwała do wczesnych lat 40. Marinetti próbował podtrzymać początkowy rozmach ruchu zastępując chaos i przemoc nowymi futurystycznymi konceptami pragnienia uchwycenia emocji i duchowych aspektów współczesnych zjawisk np. podróży samochodowych i lotniczych.
Benedetta Cappa zmarła 15 maja 1977 roku w Wenecji w wieku 80 lat.

## Twórczość
„Jestem zbyt wolna i niezależna - nie chcę być krępowana. Chcę być tylko sobą.” 
Zdanie to było odpowiedzią Benedetty z 23. listopada 1918 roku na wcześniejszy list Marinettiego, w którym nazwał ją parolibera futurista. Parolibera było jej odkryciem związanym z futuryzmem. Oznaczało kombinację elementów wizualnych i tekstu. Podejście do nadania twórczości i twórczyni etykiety, określa twórczą wolność i chęć eksperymentalnych poszukiwań artystki.

### Wczesna twórczość
Na pierwszy etap jej twórczości z lat 1918-1921 miały wpływ dwa źródła. Jednym z nim byli futuryści – korespondowała z Filippo Tommaso Marinettim, jej nauczycielem był Giacomo Balla. Nie bez znaczenia były doświadczenia, które wyniosła z poprzedniej dziedziny zawodowej. Podczas eksperymentów z malarstwem inspirowała się studiami i pracą nauczycielską z dziećmi. Benedetta znała system edukacyjny Montessori i przetransferowała sensoryczność metod nauczania dzieci na swoje prace – eksperymentowała z wielomateriałowymi dotykowymi planszami, których odbiór nie ograniczał się tylko do zmysłu wzroku, a proponował możliwość poznania sztuki haptycznie poprzez faktury, co wzbogacało odbiór estetyczny jej prac.
11. stycznia 1921 roku Marinetti opublikował Manifesto del Tattilismo (Manifest Taktyzmu). W teście zaznaczał, że idea taktyzmu powstała w ciemnych okopach I wojny światowej, gdzie bez dostępu do światła miał możliwość odczuwać otaczającą go rzeczywistość głównie za pomocą dotyku. W tekście przedstawił się jako jedyny autor formy sztuki zwanej tavola tattile (pol. stół dotykowy) oraz ilustrującego manifest modelu zatytułowanego Sudan-Parigi (ok.1920) przedstawiającego nową jakość sztuki. Benedetta i Marinnetii razem pracowali nad serią prac, które miały być odczuwane, a nie widziane. Dopiero w 1938 roku w tekście Manifesto della ceramica futurista (pol. Manifest ceramiki futurystycznej) Marinetti oficjalnie uznał udział Benedetty w powstaniu taktyzmu, podając ich współudział w jego odkryciu.
Artystyczne poszukiwania Benedetty, które można powiązać z futuryzmem dotyczyły eksperymentów techniką parolibera oraz zgłębianie nazwanej przez siebie sintesi grafiche (syntezy graficznej). Artystka podjęła te starania, by zilustrować swoją powieść z 1924 roku Le Forze Umane (pol. Siły ludzkie). Efektem jej pracy było stworzenie dziewiętnastu prac: syntez tekstu i kontekstów, w których połączyła razem mimetyzm i abstrakcję, tekst i intuicyjne szkicowanie. Poprzez prace z tej serii zaprezentowała swoje koncepcje płci, o których pisała też w swoich tekstach – kobiety i mężczyźni są sobie równi i tak samo potrzebni.
W listopadzie 1924 roku uczestniczyła w I congresso nazionale futurista (pol. I Narodowym Kongresie Futurystów) w Mediolanie. W swoim wystąpieniu zaznaczyła, że w artysta powinien zastąpić tradycyjne media plastikowymi i wielomateriałowymi tak, by między kolorami i materią, kształtem i wagą, ciepłem i emocjonalnością były widoczne formy wizualne i dotykowe.

### Druga faza futuryzmu
Z biegiem czasu druga faza futuryzmu zaczęła się rozwijać, a nazwisko Benedetty pojawiało się na wielu kluczowych dokumentach stanowiących nowe zasady i koncepcje ruchu. Wystawa Mostra di trentaquattro pittori futuristi (pol. Wystawa trzydziestu czterech malarzy futurystów) i katalog do ekspozycji prezentowanej 1927 roku w Galleria Pesaro w Mediolanie odegrały kluczową rolę w transformacji futuryzmu drugiej fazy proponując nową interpretację sztuki mechanicznej – sztuka futurystyczna miała być pojmowana jako maszyna, która w parach i tekście wyrażona była formą prostych kolorów i sinym oddziaływaniem na cały wachlarz zmysłów, by wywołać maksimum emocji. Futuryści tworzący w drugiej fazie za cel obali zbadanie relacji między kolorem a fizycznym materiałem, formą i wagą, kolorem i emocjami. Wstęp został podpisany m.in. przez Benedettę.
W 1931 roku znalazła się wśród ośmiu futurystów, którzy podpisali tekst kolejnej kluczowej doktryny Manifesto dell'Aeropittura (pol. Manifest malarstwa powietrznego). W tym samym roku odbyła się pierwsza aeropikturystyczna wystawa w Rzymie. Manifest dowodził zmianę zainteresowania futurystów – z pojazdów samochodowych na samoloty. Głosili, że porzucają ograniczenia ziemi, żeby za pomocą poezji, malarstwa oraz rzeźby osiągnąć estetykę lotu i życia w powietrzu – starali się uchwycić optyczne i psychiczne doznania lotu. Forma odwoływała się do spłaszczenia i zmiany perspektywy, uchwycenia widoków z dużej wysokości. Futurystyczna fascynacja lotnictwem oscylowała blisko polityki Benito Mussoliniego.
Po śmierci Marinettiego w 1944 roku porzuciła działalność artystyczną na rzecz pracy nad zachowaniem pamięci o ruchu futurystycznym.

## Wystawy
- 1926, Biennale w Wenecji, Wenecja[7],
- 1927, Mostra di trentaquattro pittori futuristi (pol. Wystawa trzydziestu czterech malarzy futurystów), Galleria Pesare, Mediolan[3],
- 1931, Mostra di futurista di aeropittura e di scenografia (pol. Futurystyczna wystawa aeromalarstwa i scenografii), Galleria Pesare, Mediolan-Rzym[10],
- 2014, Italian Futurism 1909-1944. Reconstructing the Universe, Solomon R. Guggenheim Museum, Nowy Jork[11].